# Norbert Kentrup
Norbert Kentrup (* 2. Mai 1949 in Düsseldorf; † 8. Dezember 2023  in Berlin) war ein deutscher Schauspieler, Theaterregisseur und Theaterleiter.

## Leben
Kentrup wurde als fünftes Kind der Apothekerfamilie Wilhelm und Antonie Kentrup geboren. Er wuchs mit seiner Familie in Neuss auf. Von 1967 bis 1970 besuchte er die Folkwang Hochschule Essen.
Von 1970 bis 1972 spielte er bei Kurt Hübner am Theater Bremen, danach ein Jahr am Theater am Turm in Frankfurt am Main. Von 1973 bis 1979 war er zur Mitbestimmungszeit am Schauspiel Frankfurt engagiert. 1978 gründete er mit Gregor Lawatsch das erste selbstverwaltete Theater Mobile Rhein-Main Theater GmbH. Von 1981 bis 1982 arbeitete er am Schauspielhaus Bochum, den Wuppertaler Bühnen und bis 1983 am Theater am Neumarkt Zürich. 1984 gründete er zusammen mit mehreren Schauspielkollegen die bremer shakespeare company als selbstverwaltetes Theater in den Kammerspielen in der Böttcherstraße und war bis 1997 deren Sprecher. Er spielte und inszenierte dort bis 2001 Uraufführungen und zahlreiche Werke William Shakespeares.
1993 brachte er Die lustigen Weiber von Windsor als erste vollständige Vorstellung im Rohbau des neuen Londoner Globe Theatres auf Wunsch Sam Wanamakers in Zusammenarbeit mit dem Goethe-Institut nach 351 Jahren dort zur Aufführung.
Im selben Jahr initiierte er das Shakespeare Globe Zentrum Deutschland. Patrone waren u. a. Peter Hartmann, Botschafter der Bundesrepublik Deutschland in Großbritannien, Kurt Hübner, Generalintendant der Städtischen Bühnen Bremen (1962–1973) und der Freien Volksbühne Berlin (1973–1986), Helga Trüpel, Senatorin für Kultur und Ausländerintegration Freie Hansestadt Bremen, Jürgen Timm, Rektor der Universität Bremen, Heinz Abeling, Geschäftsführer S-E-T Studienreisen GmbH, und Norbert Kentrup. Vorstandsvorsitzende: Vanessa Schormann und Dagmar Papula.
1994 wurde er Mitglied des Artistic Board des International Shakespeare Globe Centers London und später Council-Mitglied.
1995 fand seine erste eigene Lecture über Shakespeares Globe Theatre bei den Shakespeare Tagen in Bochum statt.
1997 wurde Norbert Kentrup als Mitglied des Internationalen Theaterinstituts ITI gewählt.
Norbert Kentrup war 1998 als bisher einziger deutscher Schauspieler Mitglied des ersten internationalen Ensembles des Shakespeare Globe Theatre London. Er spielte dort 64 Vorstellungen in Englisch als Shylock in Shakespeares Kaufmann von Venedig im 1997 wiedereröffneten, rekonstruierten Globe Theatre an der Themse.
Von 1998 bis 1999 war er Gastprofessor im Drama Department an der University of Toronto bei Pia Kleber. Dort gab er Unterricht der Masterclass und inszenierte dort u. a. Angel on the train von Dagmar Papula und Twelfth Night (Was Ihr Wollt) von William Shakespeare.
2001 gründete er mit Dagmar Papula und Stanley Shakespeare das dritte selbstverwaltete Theater, SHAKESPEARE und PARTNER in Berlin. In Zusammenarbeit mit der Europäischen Union kam es zu vielen Gastspielen in zahlreichen Ländern. Außerdem war Kentrup Lehrer u. a. an Schauspielschulen in Zürich, Sofia, Wellington.
Von 2002 bis 2008 war Norbert Kentrup Vorstandsmitglied der Deutschen Shakespeare-Gesellschaft.
Kentrup lebte und arbeitete ab 1971 mit der Schauspielerin und Autorin Dagmar Papula in Berlin-Wannsee und Puumala.

## Werke

### Theater

#### Als Schauspieler (Auswahl)
- 1985: Titelrolle in Othello von William Shakespeare
- 1985: Titelrolle in König Lear von William Shakespeare
- 1986: Falstaff in Heinrich der IV von William Shakespeare
- 1988: Erzengel Gabriel in Mensch Herrmann von Holger Franke
- 1989: Maria/Narr in: Was Ihr Wollt von William Shakespeare
- 1991: Falstaff in Die Lustigen Weiber von Windsor von William Shakespeare
- 1994: Titelrolle in Titus Andronicus von William Shakespeare
- 1997: Titelrolle in Timon von Athen von William Shakespeare
- 1999: Sir Toby in Was Ihr Wollt von William Shakespeare
- 2000: Wilhelm Grimm in Die Brüder Grimm von Dagmar Papula
- 2005: Arthur in Die Komikerin von Dagmar Papula
- 2010: König Heinrich VIII. in Alles ist wahr – König Heinrich VIII von William Shakespeare
- 2013: Hoffmann von Fallersleben in Ich konnt´das Maul nicht halten von Dagmar Papula
- 2013: Rytkönnen in Sommer der lachenden Kühe nach Arto Paasilinna von Norbert Kentrup
- 2017: Jean Sibelius in Du herrlicher Jean von Dagmar Papula

#### Inszenierungen (Auswahl)
- Ich, Paula, Paula, Paula Becker – Modersohn von Dagmar Papula
- Der Widerspenstigen Zähmung von William Shakespeare
- Antonius und Cleopatra von William Shakespeare
- Wo ich die Welt anseh`, möcht ich sie umdrehen von Dagmar Papula
- Zwei Herren aus Verona von William Shakespeare
- Macbeth von William Shakespeare
- Angel on the train von Dagmar Papula
- Perikles von William Shakespeare
- Romeo und Julia von William Shakespeare
- Was ihr wollt von William Shakespeare

### Oper (Auswahl)
- 2002: The Bird Garden, Deutsche Oper am Rhein in Düsseldorf
- 2006: Kiss me Kate, Oper Düsseldorf

## Filmografie (Auswahl)
- 1974: In Gefahr und größter Not bringt der Mittelweg den Tod
- 1978: Alcaptar
- 1978: Der Arme Vetter
- 1981: Nach Mitternacht
- 1990: Mensch Hermann
- 1991: Faust auf Faust
- 1992: Die Lustigen Weiber von Windsor
- 1996: Nieder mit Goethe
- 2002: Verrückt nach Paris
- 2007: Botenstoffe (Kurzfilm)
- 2008: Zoey

## Schriften (Auswahl)
- Der süße Geschmack von Freiheit. Autobiographie. Kellner Verlag, Bremen 2018, ISBN 978-3-95651-180-6.
- Theaterstücke zum Radikalenerlass. Bearbeitet und zusammengestellt vom Arbeitskreis Theater Frankfurt: Hannelore Christ, Manfred Dutschke, Roland Haas, Elisabeth Heidkamp, Horst Holzschuh, Norbert Kentrup, Günter Pabst, Jutta Rücker, Klaus Siblewski, Verlag 2000, Offenbach.
- als Hrsg. mit Günter Pabst: Teufel, Teufel! Trau keiner Stunde über 35!  Verlag 2000, Offenbach 1980, ISBN 978-3-88534-303-5.
- als Hrsg. mit Dagmar Papula: Frauen-Theater, Verlag 2000, Offenbach 1982, ISBN  978-3-88534-308-0.